# Hopeless Romantic (The Bouncing Souls)
Hopeless Romantic è il quarto album della band pop punk The Bouncing Souls, il secondo pubblicato dalla Epitaph Records.

## Tracce
1. Hopeless Romantic – 2:12
2. 87 – 3:27
3. Kid – 2:50
4. Fight to Live – 2:58
5. Bullying the Jukebox – 3:48
6. You're So Rad – 1:19
7. Night on Earth – 4:54
8. Monday Morning Ant Brigade – 2:24
9. ¡Olé! – 3:04
10. Undeniable – 2:37
11. Wish Me Well (You Can Go to Hell) – 2:56
12. It's Not the Heat, It's the Humanity – 2:14
13. The Whole Thing – 5:13

## Formazione
- Greg Attonito – voce
- Pete Steinkopf – chitarra
- Bryan Keinlen – basso
- Shal Khichi – batteria